# Cellana tramoserica
Cellana tramoserica is een slakkensoort uit de familie van de Nacellidae. De wetenschappelijke naam van de soort is voor het eerst geldig gepubliceerd in 1802 door Holten.